# منشأة حلفا
قرية منشأة حلفا هي إحدى القرى التابعة لمركز العدوة بمحافظة المنيا في جمهورية مصر العربية. حسب إحصاءات سنة 2006، بلغ إجمالي السكان في منشأة حلفا 5803 نسمة، منهم 2848 رجلا و2955 امرأة.